# سفيتلانا تاراباروفا
سفيتلانا فاسيليفنا تاراباروفا (الأوكرانية: Свитлана Васыливна Тарабарова ؛ من مواليد 26 يوليو 1990) مغنية وكاتبة أغاني وممثلة أوكرانية، فازت بالجائزة الوطنية للموسيقى "أغنية العام 2014" وجائزة الموسيقى "Golden Firebird" في فئة اختراق العام. لمدة ثلاث سنوات متتالية (2017-2019)، تم اختيار أغانيها من بين أفضل أغاني العام في جائزة جائزة الموسيقى الأوكرانية.